# Saint-Andéol-de-Clerguemort
Saint-Andéol-de-Clerguemort korábbi község Franciaország Okcitánia régiójában, Lozère megyében. Lakosainak száma 88 fő (2018. január 1.). Saint-Andéol-de-Clerguemort Vialas, Chamborigaud, Le Collet-de-Dèze, Saint-Frézal-de-Ventalon és Ventalon en Cévennes községekkel határos.
2016. január 1-jén Saint-Frézal-de-Ventalon korábbi községgel egyesült és az így létrejött Ventalon en Cévennes új község része lett.

## Népesség
A település népessége az elmúlt években az alábbi módon változott:
| Lakosok száma | 57   | 46   | 44   | 55   | 73   | 94   | 106  | 98   | 83   | 88   |
|               | 1962 | 1968 | 1982 | 1990 | 1999 | 2008 | 2011 | 2013 | 2017 | 2018 |